# Бенджамин, Джуда
Джу́да Фи́лип Бе́нджамин (англ. Judah Philip Benjamin; 6 августа 1811, Санта-Крус — 6 мая 1884, Париж, Франция) — американский политический деятель и адвокат, занимал руководящие посты в правительстве Конфедеративных Штатов Америки: Государственного секретаря КША, Военного министра КША, Генерального прокурора КША. До образования Конфедеративных Штатов Америки в 1853—1861 годах — сенатор США от Луизианы.
Джуда Бенджамин родился британским подданным в Вест-Индии. После переезда семьи в США он стал гражданином США и участвовал в политической деятельности. После образования Конфедеративных Штатов Америки он считал себя гражданином КША. 
За свою политическую карьеру в США, Джуда Бенджамин был членом Палаты представителей Луизианы, в 1852 году он был избран в Сенат США от законодательного собрания Луизианы. Он был вторым еврейским сенатором в истории США (после Дэвида Леви-Юли). После создания Конфедеративных Штатов Америки в 1861 году, он занимал три различных должности в Кабинете администрации президента Джефферсона Дэвиса. Бенджамин был первым евреем в правительстве государства Северной Америки, и первым евреем, чья кандидатура была серьезно рассмотрена на должности в Верховный суд США (он дважды отказался от предложений). 

## Биография

### Семья и ранние годы жизни
Джуда Филип Бенджамин родился британским подданным в 1811 году на острове Санта-Крус (Виргинские острова). Отец Филип Бенджамин и его жена, Ребекка де Мендес — сефардские евреи. Это было в период британской оккупации Датской Вест-Индии (в настоящее время — Американские Виргинские острова). Его отец был двоюродным братом и деловым партнёром Моисея Элиаса Леви, отца будущего сенатор США от Флориды Дэвида Леви Юли.
Джуда Бенджамин эмигрировал с родителями в США в 1813 году, семья сначала поселилась в Уилмингтоне (штат Северная Каролина). В 1822 году они переехали в Чарлстон (штат Южная Каролина), где его отец основал вместе с Исааком Херби одно из первых обществ за реформу собраний в Соединенных Штатах — «Реформаторское общество израильтян по содействию истинным принципам иудаизма за его чистоту Духа». Собрания общества вызывали такой интерес, что освещались North American Review, национальным журналом того времени.
В возрасте четырнадцати лет Джуда Бенджамин поступил в Йельский колледж, но обучения не закончил. По одной из версий, Бенджамин был исключён из Йельского университета, хотя причина не была официально раскрыта. В 1828 году он переехал в Новый Орлеан (штат Луизиана), где начал работу сотрудником канцелярии в юридической фирме в качестве альтернативного пути в карьере адвоката. Он изучал право и французский язык, чтобы претендовать на практику в штате Луизиана. Он был принят в коллегию адвокатов в 1833 году в возрасте 21 года и занялся частной практикой в качестве адвоката по коммерческим делам.

### Брак и семья
16 февраля 1833 года 22-летний Джуда Бенджамин женился на Натали Боше де Сен-Мартен, 16-летней дочери богатой и известной в Новом Орлеане креольской французской семьи. Они были повенчаны католическим обрядом в новоорлеанском Соборе Святого Людовика. Он стал рабовладельцем и управляющим плантациями сахарного тростника в Бел-Чэйсе (Луизиана). Его плантации и юридическая практика приносили доход.
В 1842 году родилась дочь Нинетта. Она была крещена и воспитана в католической вере. В 1847 году Натали Бенджамин с дочерью переехала в Париж, где она оставалась в течение большей части остальной её жизни. Джуда Бенджамин каждое лето ездил во Францию, чтобы повидаться с женой и дочерью.

### Политическая карьера
В 1842 году Джуда Бенджамин был избран в нижнюю палату законодательного собрания штата Луизиана от партии вигов.
В 1845 году он служил в качестве члена государственной Конституционной Конвенции. Он продал свою плантацию и 150 рабов в 1850 году.

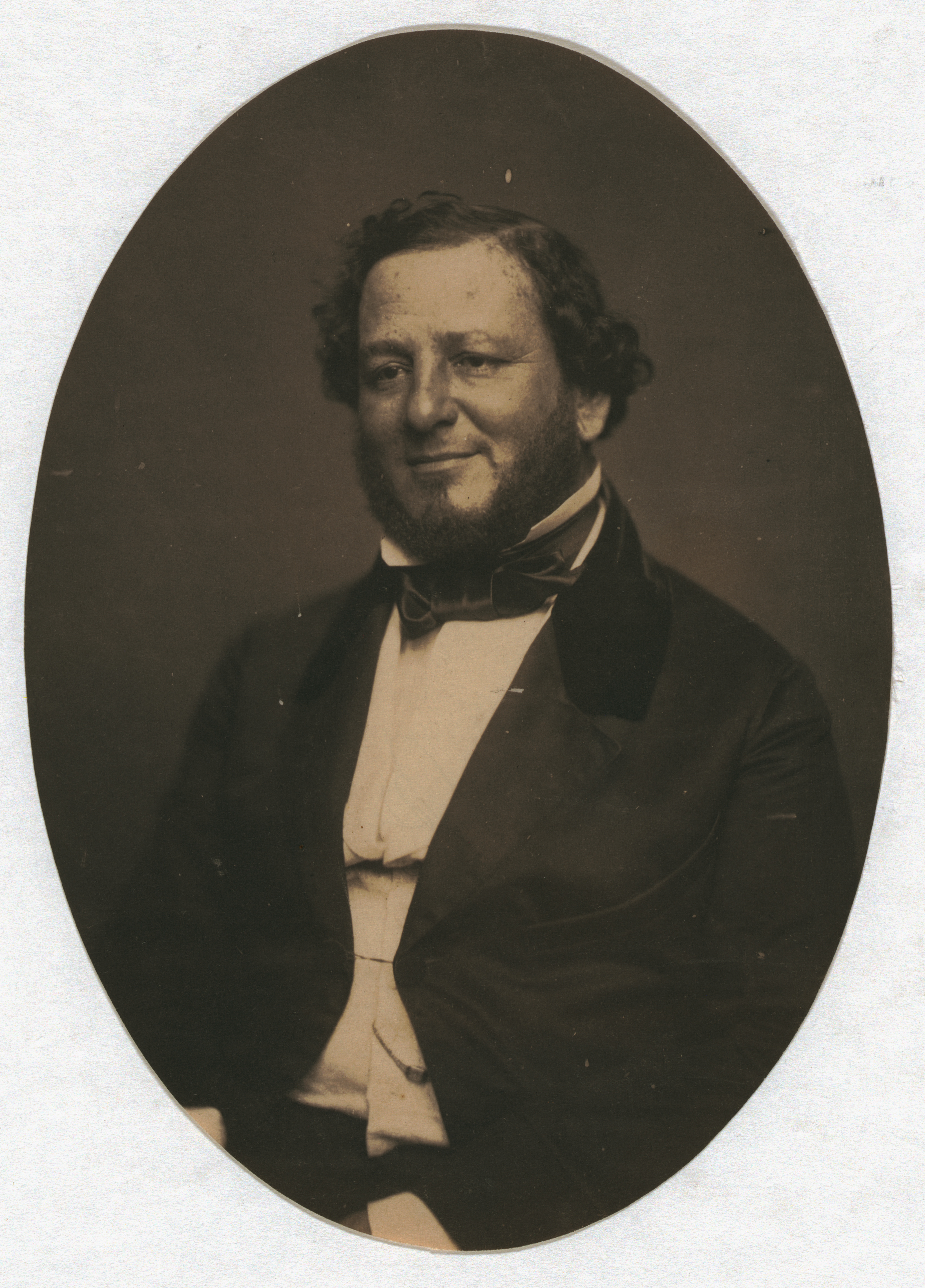
Джуда Бенджамин в 1856 году

К 1852 году репутация Джуды Бенджамина как красноречивого оратора с тонким адвокатским умом была на достаточном уровне, чтобы завоевать победу в законодательном собрании штата на выборах в Сенат США. Он был вторым еврейским сенатором после Давида Леви Юли из Флориды, который был избран в сенат США на законодательном собрании штата в 1845 году.
Уходящий президент, Миллард Филлмор из партии вигов, предложил назначить Джуду Бенджамина, южанина, для заполнения вакансий в Верховном суде после того, как сенаторы-демократы победили в Филлморе других кандидатов на этот пост. 15 февраля 1853 года Нью-Йорк Таймс сообщила, что «если президент назначит Бенджамина, демократы намерены утвердить его». Он был первым евреем-американцем, которому было официально предложено место в Верховном суде. Бенджамин отказался. Он вступил в должность сенатора 4 марта 1853 года. В это время, работая в сенате, он вызвал на дуэль другого молодого сенатора Джефферсона Дэвиса из штата Миссисипи за оскорбление в Сенате. Дэвис извинился, и между ними завязалась дружба.
Джуда Бенджамин быстро приобрёл репутацию великого оратора. В 1854 году президент Франклин Пирс предложил его кандидатуру на место в Верховном суде, от которого он отказался во второй раз. Если бы он принял предложение, то стал бы первым еврейским судьёй в Верховном суде Соединенных Штатов. Только через 62 года, в 1916 году, Луи Брэндайс стал первым еврейским членом Верховного суда после его выдвижения президентом Вудро Вильсоном.
Бенджамина отмечали как защитника интересов Юга. Согласно Карлу Сэндбергу, аболиционист Бенджамин Уэйд из Огайо в споре за отмену работорговли назвал Джуду Бенджамина, представлявшего рабовладельцев, «евреем с египетскими принципами». Джуда Бенджамин ответил: «Это правда, что я еврей, и когда мои предки, среди грома и молнии на горе Синай, получали свои Десять заповедей напрямую от бога, предки моего оппонента пасли свиней в лесах Великобритании».
К следующим выборам, на фоне усиления напряженности в регионе и разногласия среди вигов по вопросу о рабстве, Джуда Бенджамин присоединился к Демократической партии, на юге в партии доминировала элита рабовладельческого плантатора. Он был избран в законодательное собрание штата в 1858 году в качестве сенатора США. Во время 34-го и 36-го конгрессов, он был председателем сенатского комитета по вопросу земельных претензий. Джуда Бенджамин оставил своё место 4 февраля 1861 года после выхода Луизианы из состава Союза 26 января 1861 года.

### На службе Конфедерации

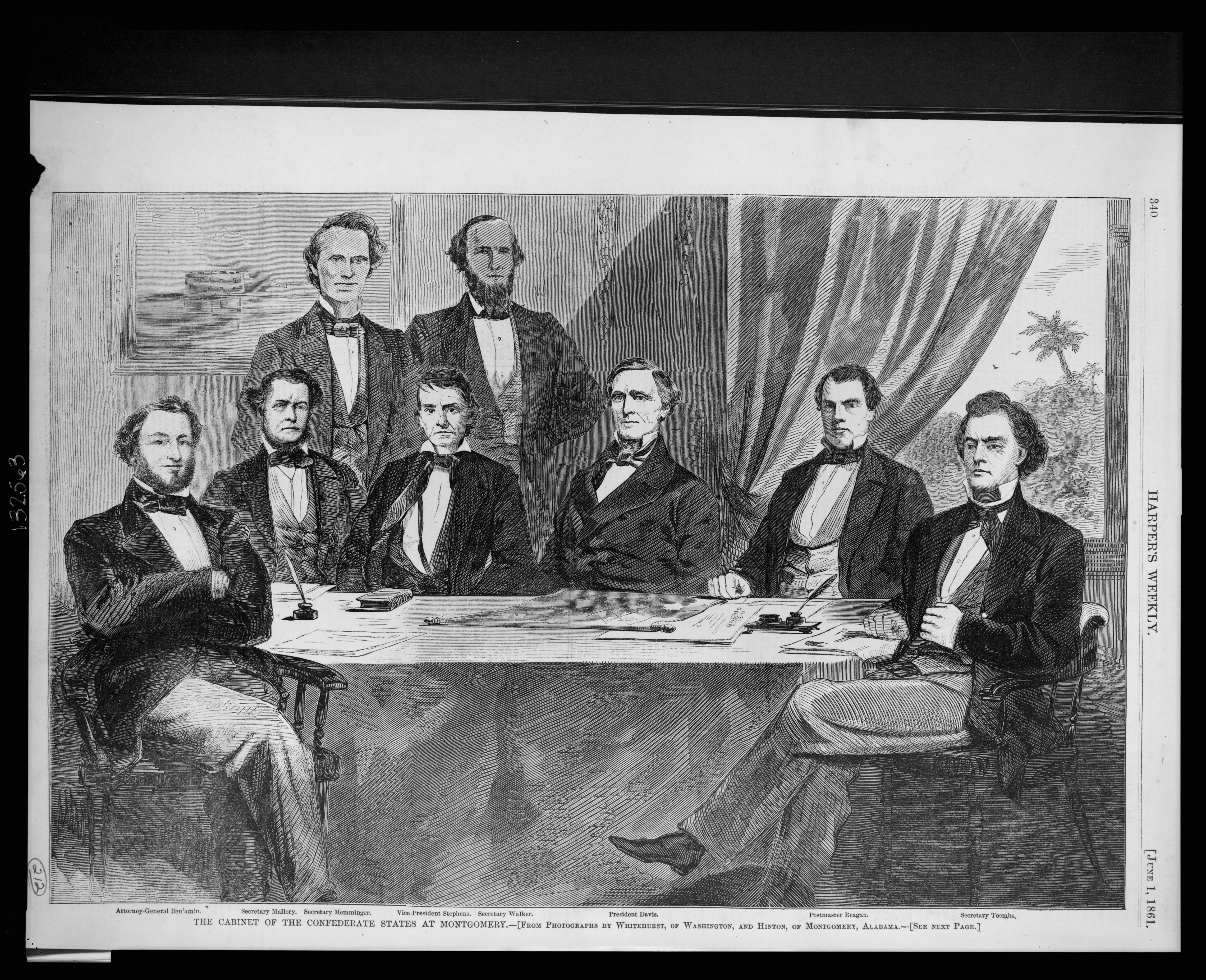
Правительство Конфедерации, слева направо: Джуда Филип Бенджамин, Стивен Меллори, Кристофер Меммингер, Александр Стивенс, Лерой Поуп Уолкер, Джефферсон Дэвис, Джон Хеннингер Риган и Роберт Тумбс.

Заступив на пост президента Конфедеративных штатов Америки, Джефферсон Дэвис назначил Джуду Бенджамина на должность Генерального прокурора Конфедерации 25 февраля 1861 года, заметив позже, что он выбрал Бенджамина, поскольку тот «имел очень высокую репутацию в качестве адвоката, и моё знакомство с ним в сенате произвело на меня впечатление ясностью его интеллекта, его систематических привычках, и способностью к труду». Джуда Бенджамин был назван «мозгом Конфедерации».
В сентябре 1861 года он стал исполняющим обязанности Военного министра, и был подтверждён в должности в ноябре. Он стал громоотводом для народного недовольства по военной ситуации Конфедерации, и поссорился с генералами Конфедерации Борегаром и Джексоном. У него были серьёзные разногласия с Дэвисом о том, как вести войну.
Обеспокоенный обороной Конфедерации на Западе, Вениамин призвал иностранных консулов в Новый Орлеан, чтобы защитить город, когда тот подвергнется нападению. Он был не в силах вызвать их на военную службу в Конфедерации. Он организовал захват четырнадцати частных пароходов в Новом Орлеане. Суда были усилены железом в носовой части корпуса для увеличения пробивной силы при таранах. Корабли держали гражданские экипажи. На судах не было ни одного тяжелого орудия, которые могли бы использоваться в случае, если он подвергнется нападению со стороны Союза. Конфедерация выделила 300 000 долларов для дооснащения этих судов.

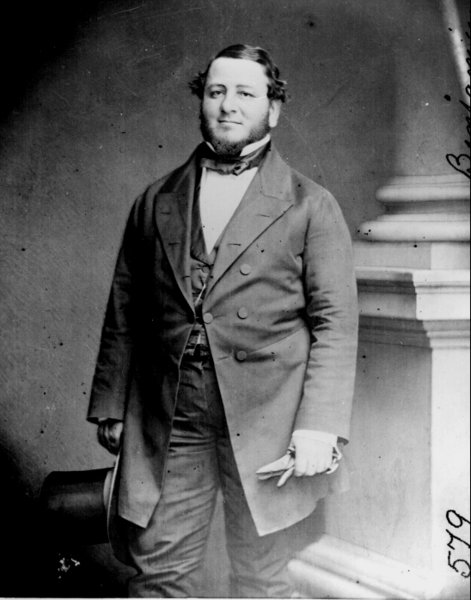
Джуда Бенджамин, 1860—1865 годы

Военным провалом назвали поражение Конфедерации при острове Роанок в феврале 1862 года. Бригадный генерал Генри Уайз, который командовал вооруженными силами юга во время сражения, отчаянно требовал подкрепление, когда он был проинформирован о предстоящей атаке федералов. Он просил перебросить ему часть из 13000 воинов под управлением генерал-майора Бенджамина Hьюга в ближайшем Норфолке (штат Виргиния), но его мольбы о помощи остались без внимания. Наступающие силы намного превосходили силы Конфедерации и около 2500 человек сдались и были взяты в плен, потеряв около сотни убитыми на острове Роанок. Джуда Бенджамин был ответственным за потери (хотя он выполнял приоритеты Джефферсона Дэвиса) и это возмутило общественность. Вместо того, чтобы выявить насущные нехватки военных сил, которые привели к решению уступить Роанок, Конгресс осудил Джуду Бенджамина, и тот без протеста подал в отставку.
В качестве награды за лояльность Бенджамина Дэвис назначил его государственным секретарем с марта 1862 года. Бенджамин договорился о выдаче Конфедерации кредита от банка в Париже в 1863 году, который был единственным значительным европейским кредитом во время войны. В туре «вторичных дипломатов», он послал торговых агентов в Карибском бассейне вести переговоры об открытии портов на Бермудских островах, Вест-Индии и на Кубе. Надвигалась блокада Конфедерации и это было необходимо для поддержания поставок, что Север пытался не допустить. После середины 1863 система была создана и «принесла богатые плоды для инвесторов, судовладельцев и армии конфедератов».
Джуда Бенджамин хотел привлечь Соединенное Королевство в войну на стороне Конфедерации, но оно отменило рабство год назад, и общественное мнение сильно разделились во взглядах на войну. В 1864 году военное положение на Юге становилось всё более отчаянным, и Джуда Бенджамин публично озвучил план по освобождению, из которого следовало, что нужно вводить в курс военного дела всех рабов, готовых нести оружие для пользы Конфедерации. Такая политика будет иметь двойное влияние на позицию Британии, как самое большое препятствие в британском общественном мнении на союз с Конфедерацией для ослабления нехватки солдат, которая стала ещё более острой после сокрушительных военных поражений Юга. С одобрения Дэвиса Бенджамин провозгласил: «Давайте скажем каждому негру, желающему вступить в наши ряды: „Иди и сражайся — ты свободен“». Роберт Эдвард Ли поддержал его точку зрения, но она столкнулась с жёсткой оппозицией со стороны консерваторов. Конгресс Конфедерации не пошёл на эти меры вплоть до марта 1865 года, но к тому времени было уже слишком поздно, чтобы спасти Юг от краха.

### Последние годы
После распада КША Джуда Бенджамин переехал в Великобританию, где работал юристом. Он стал выдающимся британским адвокатом и в 1872 году был назначен членом Королевского суда. В 1883 году он вышел в отставку и переехал в Париж, где его жена и дочь жили в течение многих лет. В следующем году Джуда Бенджамин умер.
Бенджамин изображен на банкнотах КША достоинством 2 доллара (4, 5, 6, и 7-й выпуски).

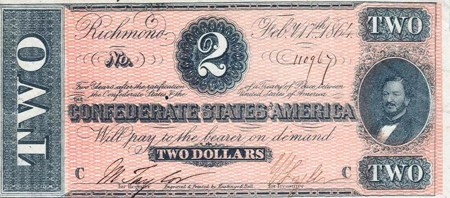
2 доллара КША образца 1864 г. с портретом Бенджамина

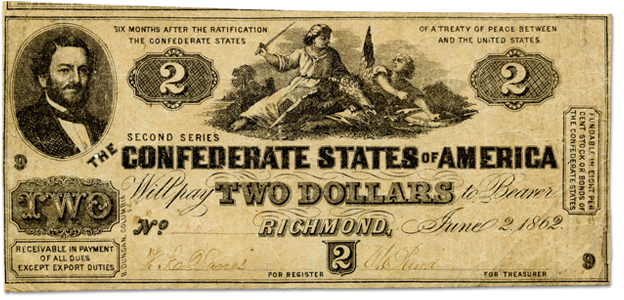
2 доллара КША образца 1862 г. с портретом Бенджамина

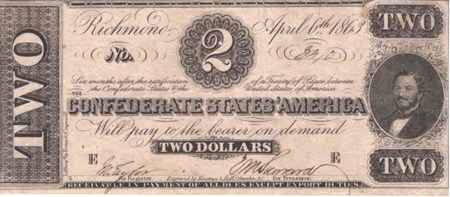
2 доллара КША образца 1863 г. с портретом Бенджамина